# Український ісламський університет
Украї́нський ісла́мський університе́т— єдиний в Україні мусульманський спеціалізований заклад вищої освіти. Університет був заснований в 1993 році  Духовним управлінням мусульман України з ініціативи голови ДУМУ Муфтія України шейха Ахмеда Таміма.
Основні завдання Українського ісламського університету: 
- підготовка висококваліфікованих фахівців, що володіють глибокими знаннями ісламських наук;
- розширення можливостей отримання релігійної освіти для мусульман усього світу;
- співпраця з вищими навчальними закладами, як мусульманськими, так і світськими, з метою формування єдиної системи ісламської освіти;
- участь в ісламських наукових дослідженнях.

Український ісламський університет - це вищий навчальний заклад, визнаний багатьма ісламськими науковими центрами світу на основі наших досягнень і успіхів, як у педагогічній, так і в науковій діяльності.
Високий статус Українського ісламського університету підтверджують контакти з загальновідомим в мусульманському світі Каїрським університетом  «Аль-Азгар», Віденським університетом, Киргизько-турецьким університетом «Манас», Єгипетським університетом ісламської культури «Нур-Мубарак», Національним педагогічним університетом імені М. П. Драгоманова. (Україна) і багатьма іншими мусульманськими і світськими навчальними закладами світу.
Високий рівень підготовки кадрів Українського ісламського університету був відзначений університетом «Аль-Азгар», який визнав диплом Ісламського університету Наказом № 60 від 11.06.2001 р
На сьогоднішній день в університеті ведеться викладання за двома основними, богословсько-правовими школами  Ісламу - Шафі'і і Ханафі. За час свого існування Український ісламський університет підготував понад 10 випусків імамів і викладачів за ісламськими наукам, які в даний час працюють в мусульманських громадах, центрах і об'єднаннях України, Росії, Тунісу, Німеччини, Туреччини, Таджикистану, Латвії, Австрії, Австралії і інших країн світу.
Перебуваючи в центрі Європи між Сходом і Заходом, Український ісламський університет відіграє велику роль у формуванні правильного уявлення про Іслам - релігії, чистої від прояву будь-яких крайнощів.

## Структура
Наразі в Університеті діє лише один факультет - Шаріату та основ релігії. Профільні дисципліни: Ісламський закон (фікh), тлумачення Кур`ану (тафсір), способи читання Кур`ану (таджвід), переконання мусульман (акида), Єдинобожжя (Тавхід ), суфізм (тасаввуф), культура поведінки (ахляк), арабська мова та інші науки. 
На початку навчання для деяких студентів викладання ведеться їхньою рідною мовою, пізніше, в залежності від рівня підготовки, навчання проводиться арабською. Також для студентів можливе поєднання навчання в Ісламському університеті з навчанням в світському ВНЗ. Університет має свої філіали, зокрема в місті Суми та Миколаєві.

## Міжнародна співраця
- Глобал Університет (м. Бейрут, Ліванська Республіка).
- Академія «Аль-Касімі».
- Університет «аль-Азгар» (м Каїр, Єгипет).
- Киргизько-Турецький університет «Манас» (м. Бішкек, Киргизія).
- Єгипетський університет Ісламської культури «Нур-Мубарак» (м. Алмати, Казахстан). Університет Мохаммеда V в Рабаті (м. Рабат, Марокко).
- Університет Саленто (м. Лечче, Італія)
- Політехнічний університет Бухареста (м. Бухарест, Румунія).
- Національний педагогічний університет імені М.П. Драгоманова (м. Київ, Україна).
- Національна академія статистики, обліку та аудиту (м. Київ, Україна).